# Josef Hegyes
Josef Hegyes (ur. 28 czerwca 1946 w Mladej Boleslavi) – czeski lekkoatleta reprezentujący Czechosłowację, sprinter.
Specjalizował się w biegu na 400 metrów. Zajął w nim, a także w sztafecie szwedzkiej 100+200+300+400 metrów 5. miejsca na europejskich igrzyskach halowych w 1964 w Warszawie.
Na mistrzostwach Europy w 1966 w Budapeszcie czechosłowacka sztafeta 4 × 400 metrów w składzie: Hegyes, Jaromír Haisl, Pavel Pěnkava i Josef Trousil zajęła w finale 7. miejsce.
Hegyes zdobył brązowy medal w sztafecie 4 × 2 okrążenia (w składzie: Haisl, Hegyes, František Ortman i Trousil) na europejskich igrzyskach halowych w 1967 w Pradze.
Był mistrzem Czechosłowacji w biegu na 400 metrów w 1967 i 1968, w sztafecie 4 × 400 metrów w 1966, 1967, 1969 i 1973 oraz w sztafecie szwedzkiej w 1969, wicemistrzem w biegu na 400 metrów w 1969, 1971 i 1972 oraz w sztafecie 4 × 400 metrów w 1974 i 1975, a także brązowym medalistą w biegu na 400 metrów w 1966 i 1973 oraz w sztafecie 4 × 400 metrów w 1965 i 1973.
Był rekordzistą Czechosłowacji w sztafecie 4 × 400 metrów z czasem 3:06,6 uzyskanym 15 sierpnia 1973 w Nicei.